# Begonia andina
Espèce
Begonia andina est une espèce de plantes de la famille des Begoniaceae. Ce bégonia est originaire de Bolivie. L'espèce fait partie de la section Hydristyles. Elle a été décrite en 1912 par Henry Hurd Rusby (1855-1940). L'épithète spécifique andina signifie « des Andes », en référence à la Cordillère des Andes.

## Répartition géographique
Cette espèce est originaire du pays suivant : Bolivie.